# رنو، سوئیس
شهر رنو  در بخش آندلفنژان در ایالت زوریخ در کشور سوئیس واقع شده‌است که ۱٬۳۰۰ نفر  جمعیت دارد.